# Hencze Tamás
Hencze Tamás (Szekszárd, 1938. március 6. – 2018. január 21.) Kossuth-díjas magyar neoavantgárd festő.

## Életútja, munkássága
Dekoratőri, kirakatrendezői szakiskolát végzett. Pályakezdőként dekoratőri, majd reklámgrafikusi munkakörben dolgozott. 1961-ben kijutott Párizsba, ahol a neoavantgárd képzőművészeti stílusok mély benyomást tettek rá. Itthon is a modern művészek társaságát kereste, 1965-ben megismerkedett Korniss Dezsővel, akit a mesterének tekint. Az Iparterv I-II. (1968-69) kiállításain op-art stílushoz közelítő képeivel szerepelt a szintén modern stílusirányokban tájékozódó fiatal kortársak között (például Tót Endre, Bak Imre, Nádler István, Keserü Ilona, Konkoly Gyula).
Az 1960-as évek közepén színes és szürke gesztusfestészettel kísérletezett, amely a tasizmus hatását tükrözte, majd megtalálta az ő sajátos képtípusait, a vásznakra négyzetháló elrendezésben elmosósó szélű foltokat, oválisokat vitt fel szórópisztollyal, gumihengerrel. Fehér, sárga vagy vörös alapra felvitt szürke foltrendszerét sokfokozatú árnyék kísérte, az egymásba mosódó „pöttyös” motívumritmus vibráló, rezgőhatást keltett némi hasonlatosságot mutatva az op-art stílussal.
Az 1970-es évek elején hatása alá került a konceptuális művészetnek, szitanyomatokat, land art vázlatokat alkotott, sőt akciózott is, vásznakat égetett el, ebből diasorozatot készített, majd visszatért a hagyományos modern festészethez.
Erősen foglalkoztatta az absztrakt festészet Malevics-i értelmezése, a fekete és fehér színek kapcsolata, a tisztán vizuális érzékelési forma megteremtése. Segítségül hívta a geometrikus térformákat, a kört, a háromszöget és elemezte a vízszintes-függőleges sávok viszonyát.
Az 1980-as évek végére alakult ki sajátos festési eszköze, gumihengert és takarást használt, melyekkel egyenletes színt és tónust ért el, s a forma közepétől a széle felé haladva sötétebb tónusokkal illuzórikus térhatást keltett. Ekkor festette háromszög alakú piramis és trapéz képeit formázott vásznakra, melyek kívülről teremtettek erősen meghatározott formát. Ugyanekkor visszatért a pályája elején alkalmazott egy lendületből felrakott vibráló ecset gesztusához.
Kalligrafikus motívumokat már Korniss Dezső is alkalmazott, e motívumok Hencze Tamásnál az 1990-es évektől állandósultak. A tőle már megszokott hengerlési technikával, finom tónusátmenetekkel készültek a képek végtelen számú variációban. Legújabban fény- és színvilágának feldúsulása gyakorol jótékony hatást képalkotó eljárásaira.
2004 óta a Széchenyi Irodalmi és Művészeti Akadémia tagja.

## Kiállítások, közgyűjtemények
1966 óta (Zuglói Kör, Budapest) kiállító művész, folyamatosan számos hazai és külföldi galériában (köztük Bécs, Kismarton, Poznań; Bonn, Bázel, Stockholm, Marseille, Graz, Mexikó, München, Amszterdam, Mannheim, Prága, Szöul, Vilnius, Párizs, Stuttgart) megméretteti alkotásait.
Számos hazai és külföldi közgyűjtemény őrzi alkotásait, köztük a Kassák Lajos Emlékmúzeum, Budapest; Ludwig Múzeum – Kortárs Művészeti Múzeum, Budapest; Magyar Nemzeti Galéria, Munkácsy Mihály Múzeum, Békéscsaba; Albertina, Bécs; Musee(s) D’Art Moderne, Saint-Etienne Metropole, Franciaország; Folkwang Museum, Essen; Museum des 20. Jahrhunderts, Bécs.

## Filmek
Alkotói tevékenységét, életútját filmeken örökítették meg:
- Megfagyott gesztusok (MTV, 1989);
- Hencze-portréfilm (2004).

## Művei (válogatás)
- Cím nélkül I. (1963);
- Anziksz (1965);
- Mediterrán atmoszféra (1965);
- Vörös oktáv (1967);
- Dinamikus struktúra I-II. (1969);
- Kör struktúra (1970);
- Forgás 1970);
- Monoton struktúra I-V. (1972);
- Tűzképek (1974);
- Vertikális osztás I-VI. (1976);
- Rezonens tér I. (1978);
- Rezonens tér III. (1979);
- Vertikális atmoszféra I-IV. (1980);
- Fehér tér 45 fokban (1981);
- Háromszögletű tér 1981);
- Fekete trapéz (1981);
- Fehér tér (1981);
- Sötét tér (1981);
- Ismétlések I-V. (1982);
- Vörös hangsúly (1983);
- Jel és gesztus I-II. (1986);
- Piros-fehér-zöld gesztus, (1987);
- Vörös írás (1989);
- Sötét szféra I-II. (1993);
- Fehér fény triptichon (1995);
- Kalligrafikus sorozatok (1990-2000-es évek)

## Díjak, elismerések (válogatás)
- Pannonia Biennálé díja (1969)
- Érdemes művész (1989)
- Kossuth-díj (2004)